# Portel-des-Corbières
Portel-des-Corbières  est une commune française, située dans l'est du département de l'Aude en région Occitanie.
Sur le plan historique et culturel, la commune fait partie du massif des Corbières, un chaos calcaire formant la transition entre le Massif central et les Pyrénées. Exposée à un climat méditerranéen, elle est drainée par le Berre, le ruisseau de Pech Agut et par divers autres petits cours d'eau. Incluse dans le parc naturel régional de la Narbonnaise en Méditerranée, la commune possède un patrimoine naturel remarquable : un site Natura 2000 (les « Corbières orientales ») et huit zones naturelles d'intérêt écologique, faunistique et floristique.
Portel-des-Corbières est une commune rurale qui compte 1 288 habitants en 2022, après avoir connu une forte hausse de la population depuis 1975. Elle fait partie de l'aire d'attraction de Narbonne. Ses habitants sont appelés les Portelais ou  Portelaises.
Le patrimoine architectural de la commune comprend un immeuble protégé au titre des monuments historiques : l'église Notre-Dame-des-Oubiels, classé en 1973.

## Géographie

### Localisation
Portel-des-Corbières est une commune située dans les Corbières, au sud-ouest de Narbonne.

### Communes limitrophes
Les communes limitrophes sont Peyriac-de-Mer, Roquefort-des-Corbières, Saint-André-de-Roquelongue, Sigean et Villesèque-des-Corbières.
| Saint-André-de-Roquelongue | Peyriac-de-Mer          |        |
|                            | Portel-des-Corbières    | Sigean |
| Villesèque-des-Corbières   | Roquefort-des-Corbières |        |

### Voies de communication et transports
La commune est desservie par les lignes 10 et 17 des Autobus de Narbonne et par la ligne 8 du réseau liO.

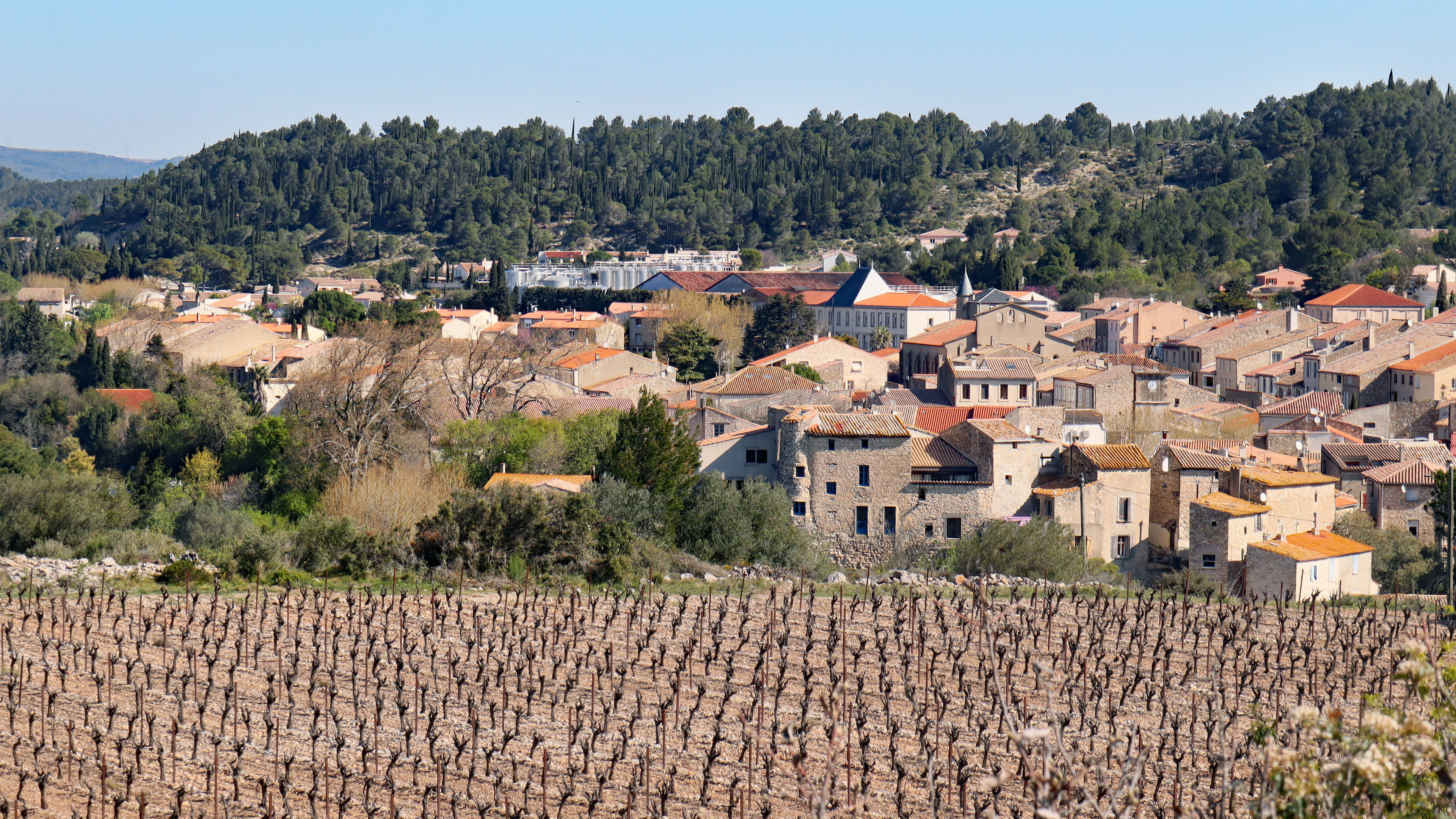
Le village.
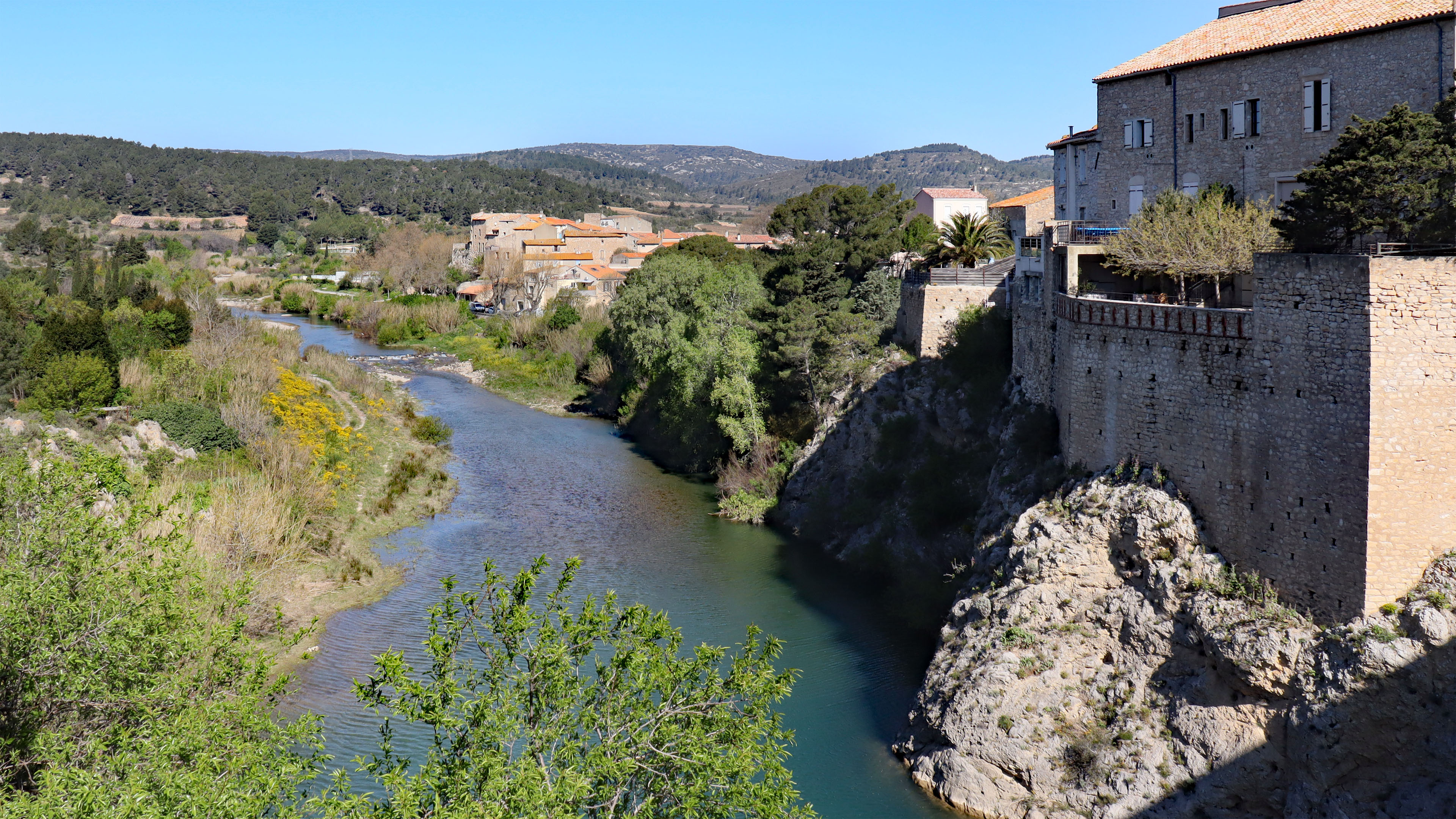
La Berre borde le village.
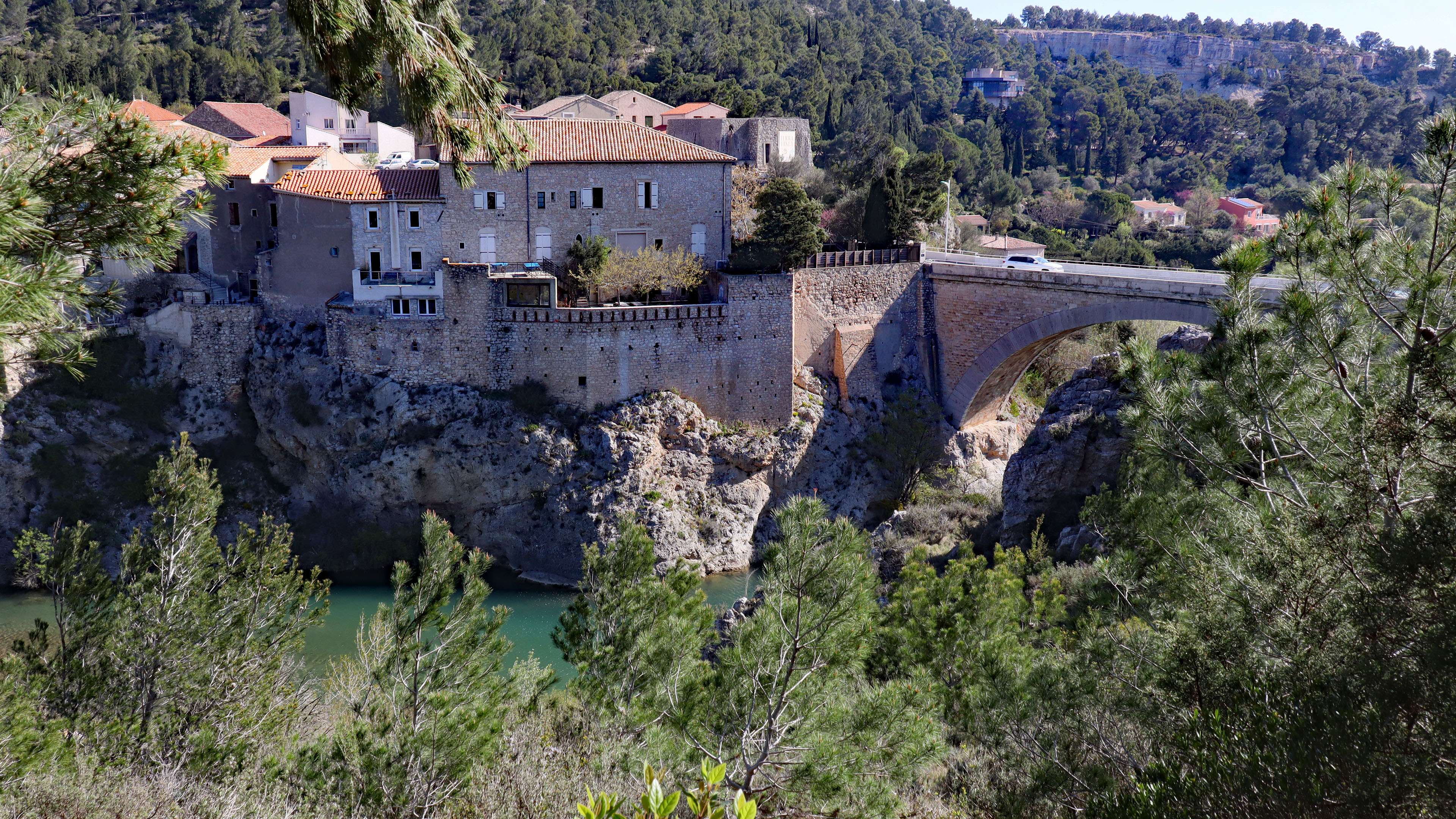
Le pont sur la Berre.
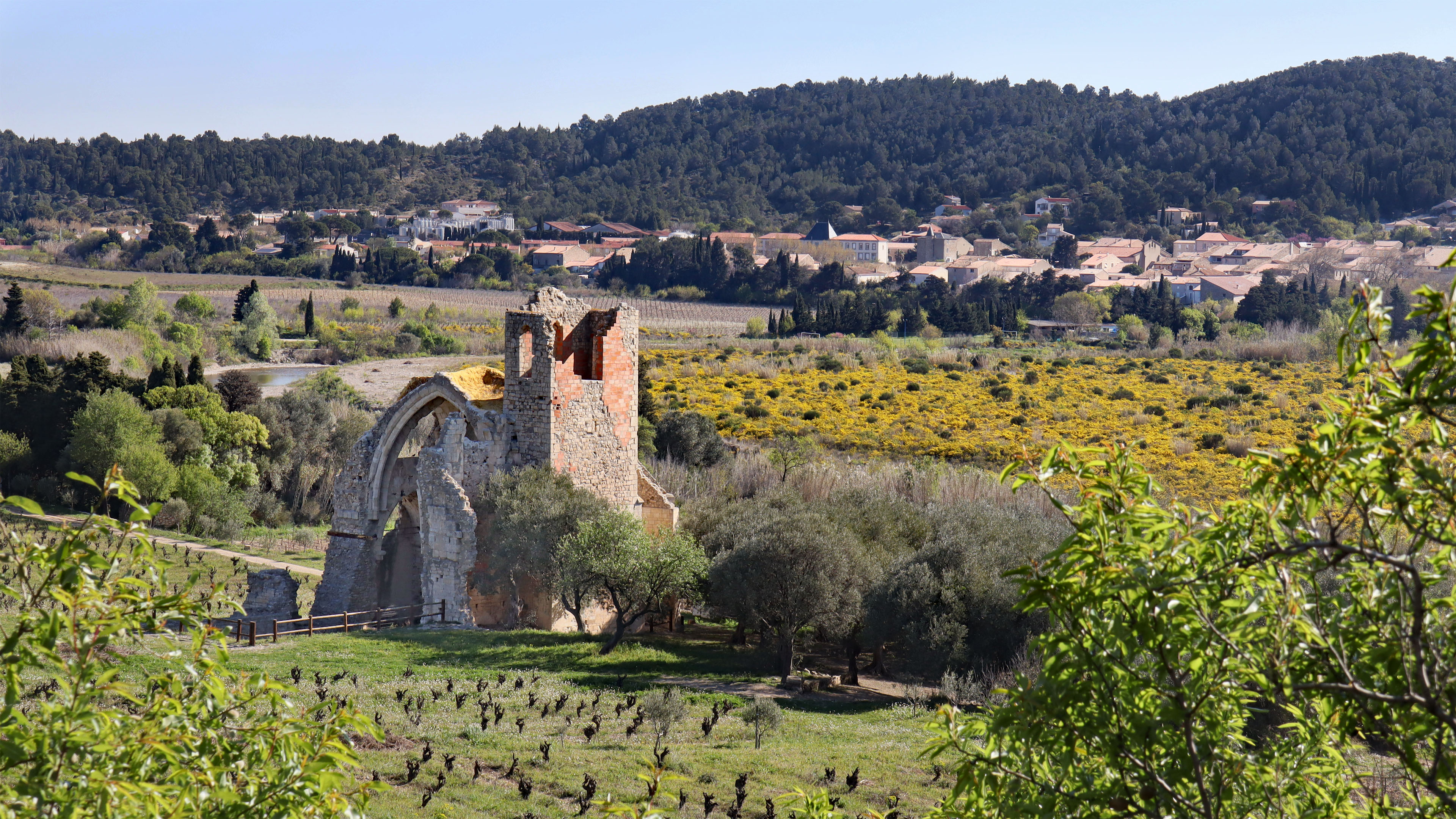
Notre Dame des Oubiels.

### Hydrographie
La commune est dans la région hydrographique « Côtiers méditerranéens », au sein du bassin hydrographique Rhône-Méditerranée-Corse. Elle est drainée par la Berre, le ruisseau de Pech Agut, le ruisseau de Combe Longue, le ruisseau de Fontanilles, le ruisseau de Genentière, le ruisseau de la Vidale, le ruisseau de la Vidale, le ruisseau de Taura, le ruisseau du Fenouil, le ruisseau du Ginestas et le ruisseau du Viala, qui constituent un réseau hydrographique de 29 km de longueur totale,.
La Berre, d'une longueur totale de 52,7 km, prend sa source dans la commune de Quintillan et s'écoule d'ouest en est. Elle traverse la commune et se jette dans le golfe du Lion à Port-la-Nouvelle, après avoir traversé 10 communes.

### Climat
Pour des articles plus généraux, voir Climat de l'Occitanie et Climat de l'Aude.
En 2010, le climat de la commune est de type climat méditerranéen franc, selon une étude s'appuyant sur une série de données couvrant la période 1971-2000. En 2020, Météo-France publie une typologie des climats de la France métropolitaine dans laquelle la commune est exposée à un climat méditerranéen et est dans la région climatique Provence, Languedoc-Roussillon, caractérisée par une pluviométrie faible en été, un très bon ensoleillement (2 600 h/an), un été chaud (21,5 °C), un air très sec en été, sec en toutes saisons, des vents forts (fréquence de 40 à 50 % de vents > 5 m/s) et peu de brouillards.
Pour la période 1971-2000, la température annuelle moyenne est de 15,1 °C, avec  une amplitude thermique annuelle de 15,8 °C. Le cumul annuel moyen de précipitations est de 610 mm, avec 5,8 jours de précipitations en janvier et 2,3 jours en juillet. Pour la période 1991-2020 la température moyenne annuelle observée sur la station météorologique installée sur la commune est de 15,4 °C et le cumul annuel moyen de précipitations est de 660,0 mm,. Pour l'avenir, les paramètres climatiques de la commune estimés pour 2050 selon différents scénarios d’émission de gaz à effet de serre sont consultables sur un site dédié publié par Météo-France en novembre 2022.
| Mois                                  | jan.            | fév.            | mars            | avril        | mai            | juin           | jui.            | août           | sep.            | oct.           | nov.            | déc.            | année     |
| ------------------------------------- | --------------- | --------------- | --------------- | ------------ | -------------- | -------------- | --------------- | -------------- | --------------- | -------------- | --------------- | --------------- | --------- |
| Température minimale moyenne (°C)     | 4,3             | 4,7             | 7,5             | 8,5          | 12,5           | 15,9           | 18,5            | 19,2           | 15              | 11,9           | 7,7             | 5,4             | 10,9      |
| Température moyenne (°C)              | 8               | 8,8             | 12              | 13,3         | 17,3           | 21,1           | 23,8            | 24,3           | 19,9            | 16             | 11,4            | 8,9             | 15,4      |
| Température maximale moyenne (°C)     | 11,8            | 12,9            | 16,6            | 18,1         | 22,1           | 26,2           | 29,2            | 29,5           | 24,7            | 20             | 15,2            | 12,4            | 19,9      |
| Record de froid (°C) date du record   | −10 09.01.1985  | −6,4 10.02.1986 | −7 08.03.1971   | 0 05.04.1996 | 1,8 05.05.1977 | 6,4 17.06.1978 | 10 12.07.1990   | 9,9 24.08.1972 | 5,5 29.09.1993  | 1,9 21.10.1980 | −4 22.11.1998   | −7,4 09.12.1980 | −10 1985  |
| Record de chaleur (°C) date du record | 21,4 06.01.1982 | 22 13.02.02     | 29,5 21.03.1990 | 30 25.04.02  | 35,5 29.05.01  | 38 21.06.03    | 40,5 07.07.1982 | 40 12.08.03    | 37,5 06.09.1988 | 32 01.10.1997  | 25,5 01.11.1981 | 23,5 18.12.1989 | 40,5 1982 |
| Précipitations (mm)                   | 65,7            | 50,9            | 51,4            | 64           | 53,2           | 26,2           | 15,6            | 27             | 57,4            | 101,3          | 87,9            | 59,4            | 660       |

### Milieux naturels et biodiversité

#### Espaces protégés
La protection réglementaire est le mode d’intervention le plus fort pour préserver des espaces naturels remarquables et leur biodiversité associée,.
La commune fait partie du parc naturel régional de la Narbonnaise en Méditerranée, créé en 2003 et d'une superficie de 68 350 ha, qui s'étend sur 21 communes du département. Composé de la majeure partie des milieux lagunaires du littoral audois et de ses massifs environnants, ce territoire représente en France l’un des rares et derniers grands sites naturels préservés, de cette ampleur et de cette diversité en bordure de Méditerranée (Golfe du Lion).

#### Réseau Natura 2000

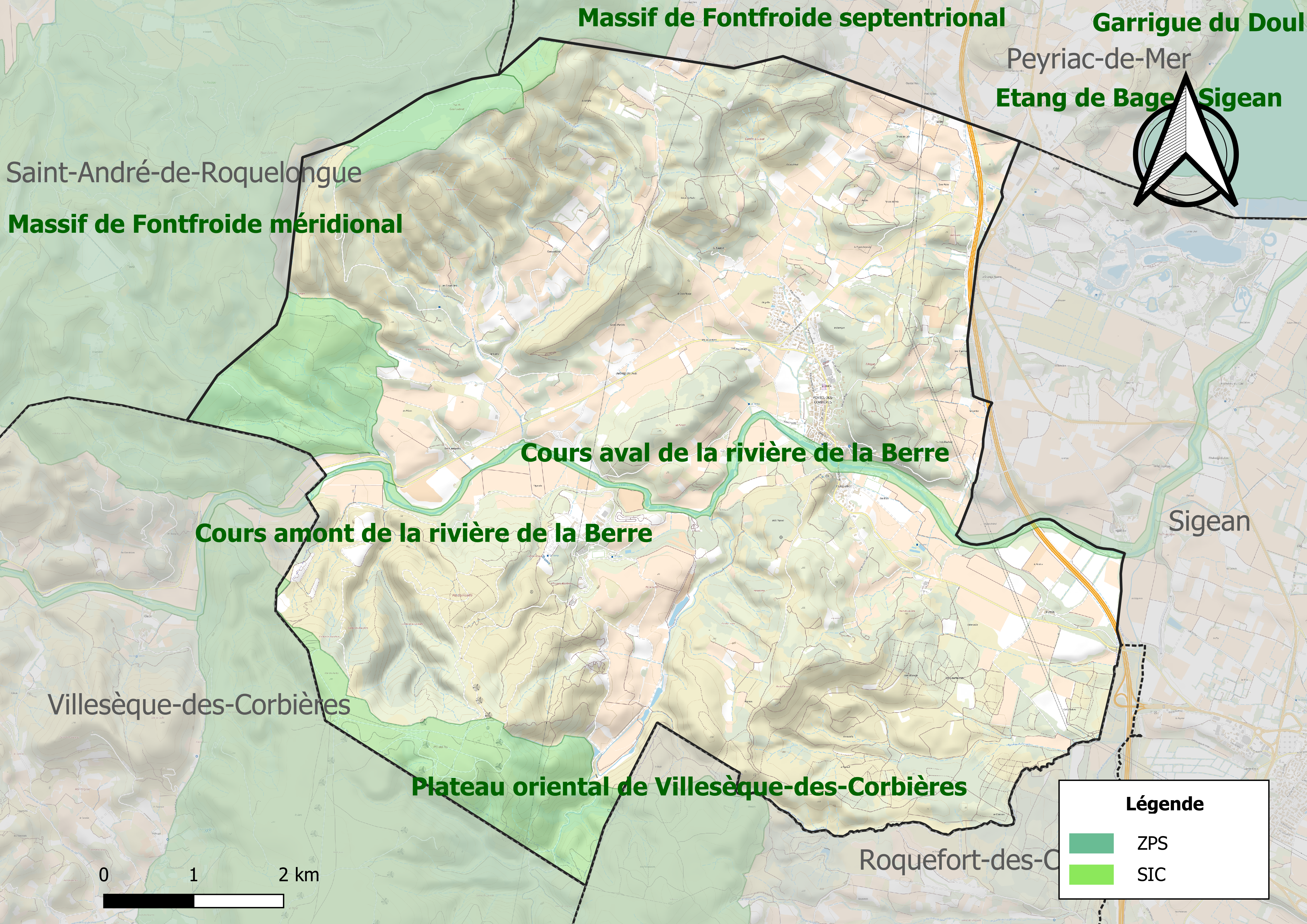
Sites Natura 2000 sur le territoire communal.

Le réseau Natura 2000 est un réseau écologique européen de sites naturels d'intérêt écologique élaboré à partir des directives habitats et oiseaux, constitué de zones spéciales de conservation (ZSC) et de zones de protection spéciale (ZPS).
Un site Natura 2000 a été défini sur la commune au titre  de la directive oiseaux : les « Corbières orientales », d'une superficie de 25 371 ha, correspondant à la partie la plus orientale du massif des Corbières audoises. Ce site inclut, dans sa partie la plus orientale, le couloir de migration majeur du littoral languedocien, d'où la présence régulière d'espèces en étape migratoire.

#### Zones naturelles d'intérêt écologique, faunistique et floristique
L’inventaire des zones naturelles d'intérêt écologique, faunistique et floristique (ZNIEFF) a pour objectif de réaliser une couverture des zones les plus intéressantes sur le plan écologique, essentiellement dans la perspective d’améliorer la connaissance du patrimoine naturel national et de fournir aux différents décideurs un outil d’aide à la prise en compte de l’environnement dans l’aménagement du territoire.
Quatre ZNIEFF de type 1 sont recensées sur la commune :
- le « cours amont de la rivière de la Berre » (188 ha), couvrant 8 communes du département[19] ;
- le « cours aval de la rivière de la Berre » (109 ha), couvrant 3 communes du département[20] ;
- le « massif de Fontfroide méridional » (1 679 ha), couvrant 4 communes du département[21] ;
- le « plateau oriental de Villesèque-des-Corbières » (3 272 ha), couvrant 4 communes du département[22] ;

et quatre ZNIEFF de type 2, : 
- les « Corbières centrales » (68 810 ha), couvrant 56 communes dont 54 dans l'Aude et 2 dans les Pyrénées-Orientales[23] ;
- les « Corbières orientales » (30 263 ha), couvrant 19 communes dont 12 dans l'Aude et 7 dans les Pyrénées-Orientales[24] ;
- le « massif de Fontfroide » (7 712 ha), couvrant 10 communes du département[25];
- le « massif de Fontfroide septentrional » (2 581 ha), couvrant 5 communes du département[26].

Carte des ZNIEFF de type 1 et 2 à Portel-des-Corbières.
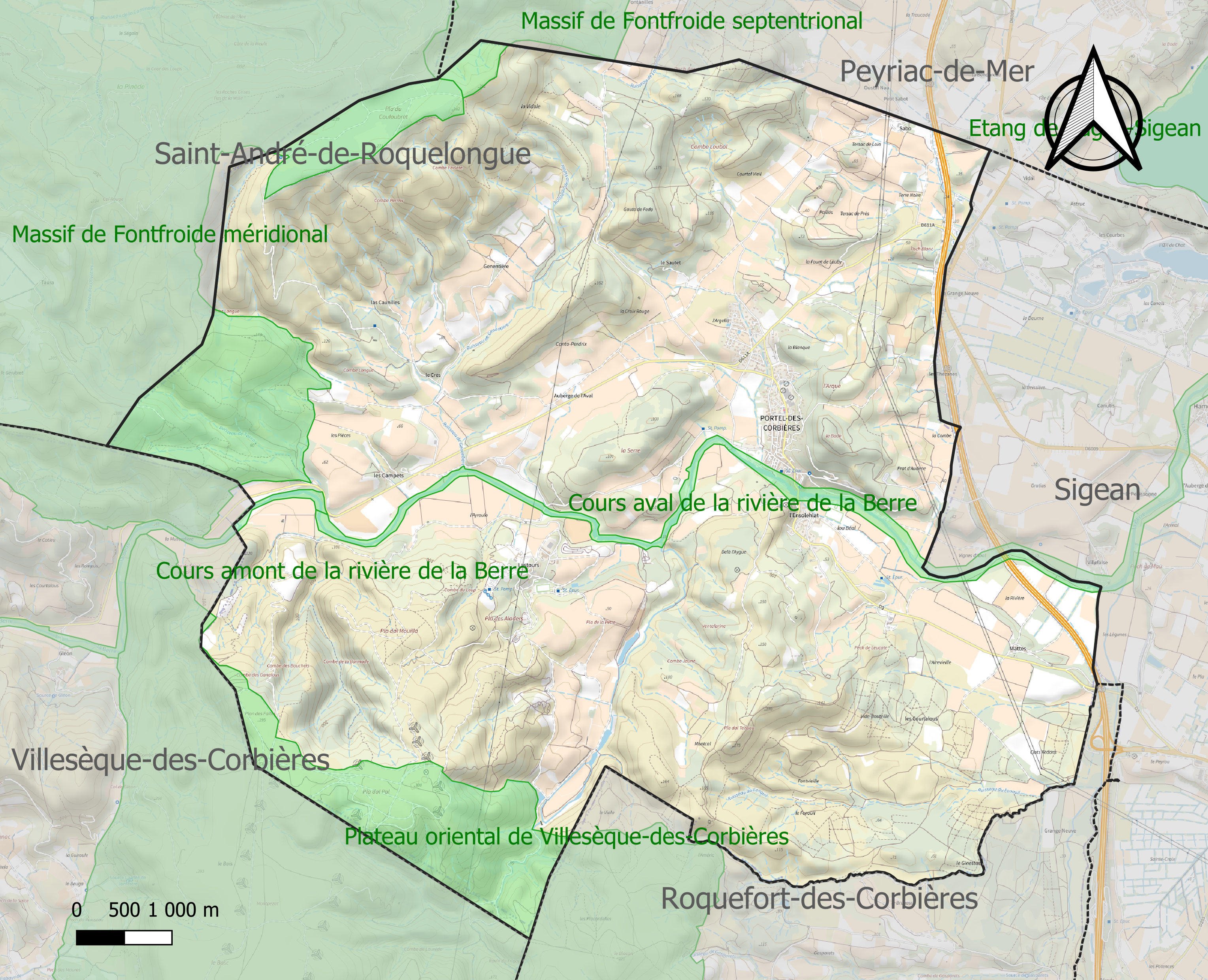
Carte des ZNIEFF de type 1 sur la commune.
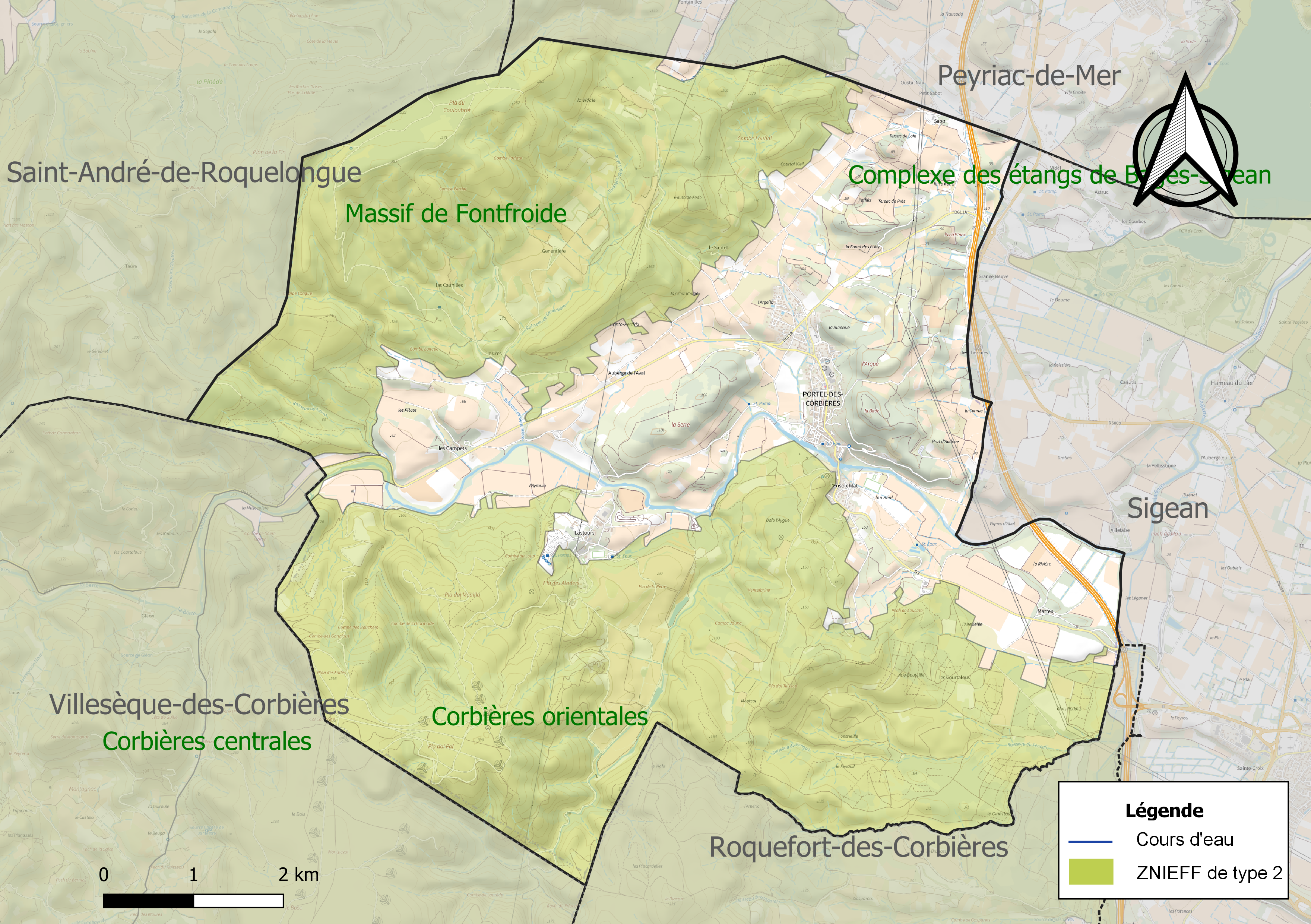
Carte des ZNIEFF de type 2 sur la commune.

## Urbanisme

### Typologie
Au 1er janvier 2024, Portel-des-Corbières est catégorisée bourg rural, selon la nouvelle grille communale de densité à 7 niveaux définie par l'Insee en 2022.
Elle est située hors unité urbaine. Par ailleurs la commune fait partie de l'aire d'attraction de Narbonne, dont elle est une commune de la couronne,. Cette aire, qui regroupe 71 communes, est catégorisée dans les aires de 50 000 à moins de 200 000 habitants,.

### Occupation des sols
L'occupation des sols de la commune, telle qu'elle ressort de la base de données européenne d’occupation biophysique des sols Corine Land Cover (CLC), est marquée par l'importance des forêts et milieux semi-naturels (60,8 % en 2018), une proportion identique à celle de 1990 (60,8 %). La répartition détaillée en 2018 est la suivante : 
milieux à végétation arbustive et/ou herbacée (57,7 %), cultures permanentes (36,6 %), forêts (3,1 %), zones urbanisées (1,8 %), zones agricoles hétérogènes (0,7 %). L'évolution de l’occupation des sols de la commune et de ses infrastructures peut être observée sur les différentes représentations cartographiques du territoire : la carte de Cassini (XVIIIe siècle), la carte d'état-major (1820-1866) et les cartes ou photos aériennes de l'IGN pour la période actuelle (1950 à aujourd'hui).

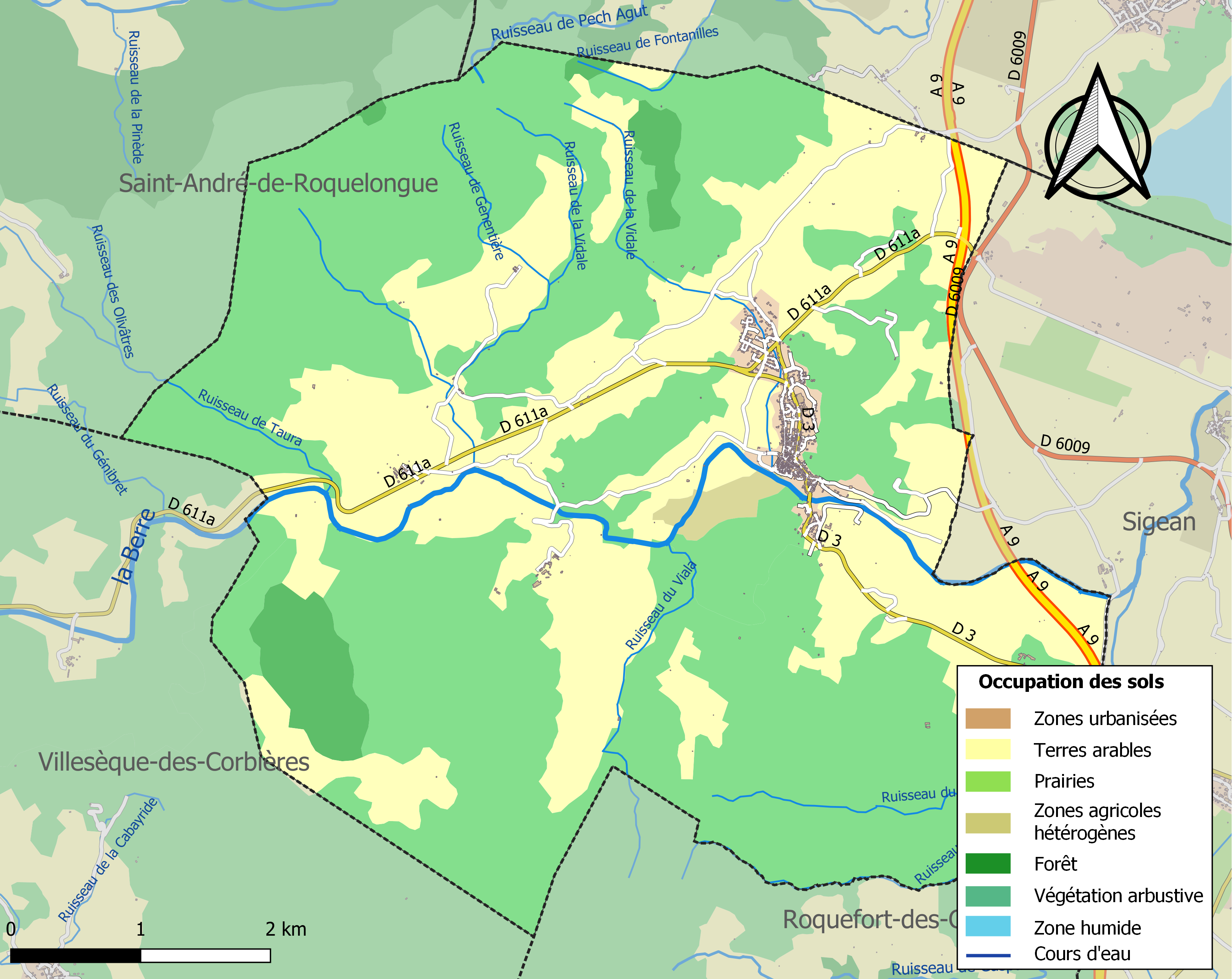
Carte des infrastructures et de l'occupation des sols de la commune en 2018 (CLC).

### Risques majeurs
Le territoire de la commune de Portel-des-Corbières est vulnérable à différents aléas naturels : météorologiques (tempête, orage, neige, grand froid, canicule ou sécheresse), inondations, feux de forêts et séisme (sismicité faible). Il est également exposé à un risque technologique,  le transport de matières dangereuses. Un site publié par le BRGM permet d'évaluer simplement et rapidement les risques d'un bien localisé soit par son adresse soit par le numéro de sa parcelle.

#### Risques naturels
Certaines parties du territoire communal sont susceptibles d’être affectées par le risque d’inondation par débordement de cours d'eau, notamment le ruisseau de Glandes. La commune a été reconnue en état de catastrophe naturelle au titre des dommages causés par les inondations et coulées de boue survenues en 1982, 1986, 1992, 1994, 1996, 1999, 2003, 2005, 2009 et 2014,.

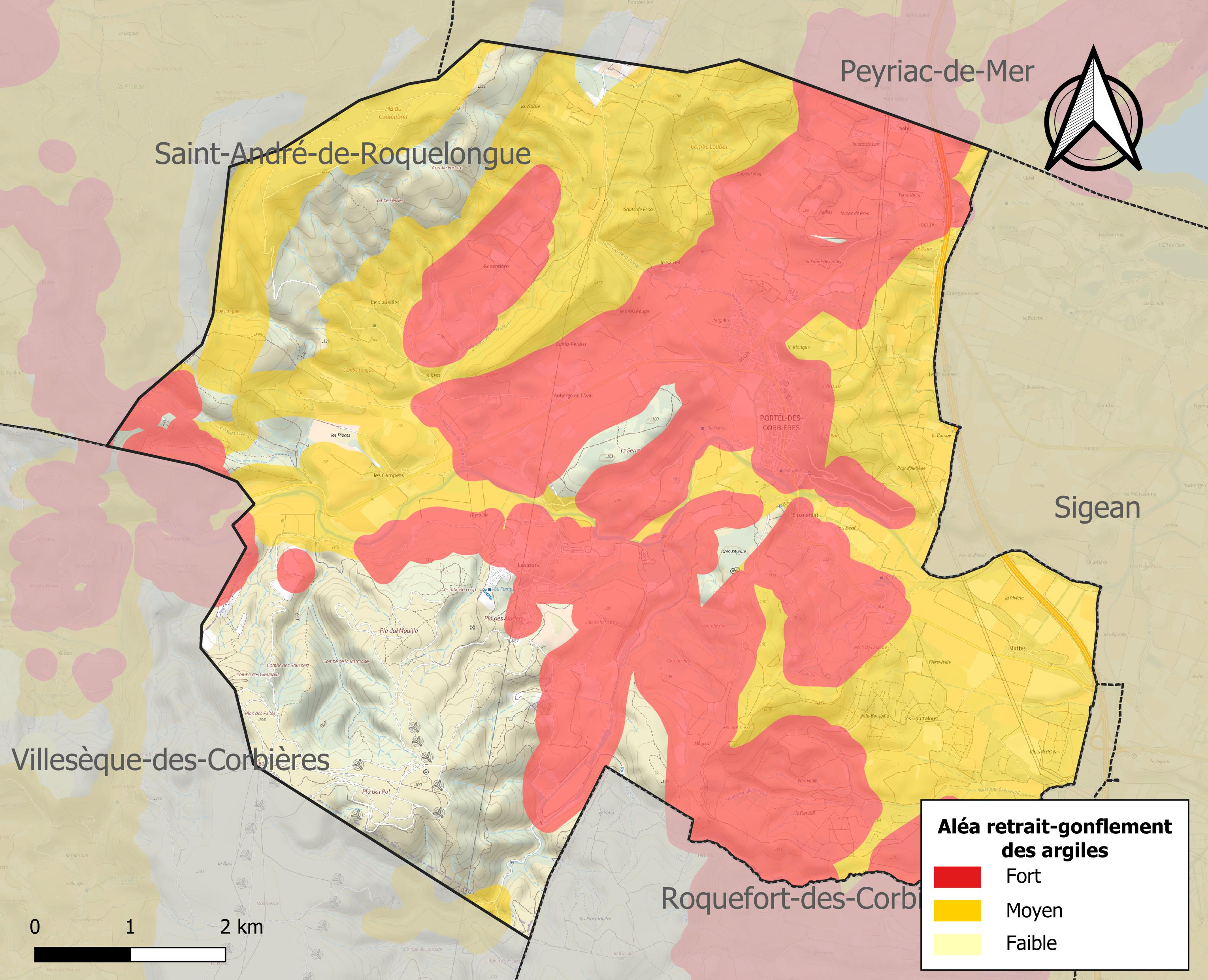
Carte des zones d'aléa retrait-gonflement des sols argileux de Portel-des-Corbières.

Le retrait-gonflement des sols argileux est susceptible d'engendrer des dommages importants aux bâtiments en cas d’alternance de périodes de sécheresse et de pluie. 77,9 % de la superficie communale est en aléa moyen ou fort (75,2 % au niveau départemental et 48,5 % au niveau national). Sur les 639 bâtiments dénombrés sur la commune en 2019, 637 sont en aléa moyen ou fort, soit 100 %, à comparer aux 94 % au niveau départemental et 54 % au niveau national. Une cartographie de l'exposition du territoire national au retrait gonflement des sols argileux est disponible sur le site du BRGM,.

#### Risques technologiques
Le risque de transport de matières dangereuses sur la commune est lié à sa traversée par une route à fort trafic. Un accident se produisant sur une telle infrastructure est en effet susceptible d’avoir des effets graves au bâti ou aux personnes jusqu’à 350 m, selon la nature du matériau transporté. Des dispositions d’urbanisme peuvent être préconisées en conséquence.

## Histoire

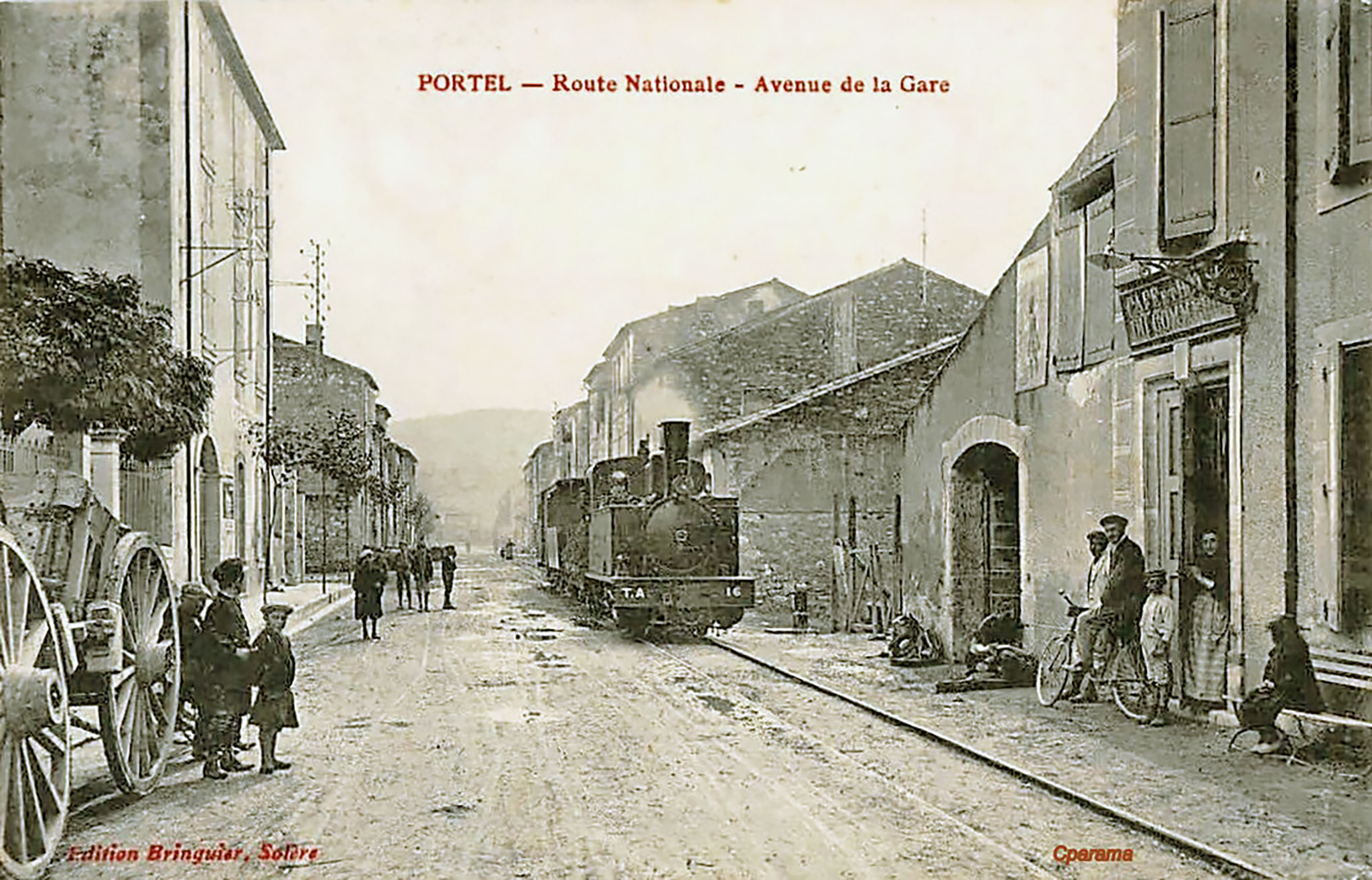
Un train des tramways de L'Aude.

En 737, la bataille de la Berre, victoire des Francs face aux Omeyyades, se déroule à proximité.
Entre 1900 et 1933 la ville était desservie par les Tramways de l'Aude.

## Politique et administration

### Liste des maires
| Période                                  | Période  | Identité         | Étiquette | Qualité   |
| ---------------------------------------- | -------- | ---------------- | --------- | --------- |
| mars 2001                                | 2008     | Patricia Chabaud |           |           |
| mars 2008                                | 2020     | Roger Brunel     | PS        |           |
| mai 2020                                 | En cours | Bruno Texier     | DVC       | Éducateur |
| Les données manquantes sont à compléter. |          |                  |           |           |

### Jumelages
- Le Portel (France).

## Population et société

### Démographie
| 1793 | 1800 | 1806 | 1821 | 1831 | 1836 | 1841 | 1846 | 1851 |
| ---- | ---- | ---- | ---- | ---- | ---- | ---- | ---- | ---- |
| 483  | 557  | 604  | 638  | 731  | 765  | 817  | 849  | 903  |

| 1856 | 1861 | 1866 | 1872 | 1876  | 1881  | 1886  | 1891  | 1896  |
| ---- | ---- | ---- | ---- | ----- | ----- | ----- | ----- | ----- |
| 854  | 879  | 964  | 989  | 1 137 | 1 441 | 1 528 | 1 287 | 1 260 |

| 1901  | 1906  | 1911  | 1921  | 1926  | 1931  | 1936  | 1946 | 1954 |
| ----- | ----- | ----- | ----- | ----- | ----- | ----- | ---- | ---- |
| 1 251 | 1 220 | 1 135 | 1 217 | 1 241 | 1 217 | 1 199 | 888  | 876  |

| 1962 | 1968 | 1975 | 1982 | 1990 | 1999  | 2006  | 2011  | 2016  |
| ---- | ---- | ---- | ---- | ---- | ----- | ----- | ----- | ----- |
| 857  | 881  | 836  | 889  | 971  | 1 053 | 1 097 | 1 229 | 1 343 |

| 2021  | 2022  | - | - | - | - | - | - | - |
| ----- | ----- | - | - | - | - | - | - | - |
| 1 305 | 1 288 | - | - | - | - | - | - | - |

### Sports
Équipe de rugby à XV ayant évolué dans le championnat de France 2e série de rugby à XV et dans le championnat de France 3e série de rugby à XV.

## Économie

### Revenus
En 2018  (données Insee publiées en septembre 2021), la commune compte 537 ménages fiscaux, regroupant 1 267 personnes. La médiane du revenu disponible par unité de consommation est de 19 700 € (19 240 € dans le département).

### Emploi
| Division       | 2008   | 2013   | 2018   |
| -------------- | ------ | ------ | ------ |
| Commune        | 8 %    | 7,1 %  | 12 %   |
| Département    | 10,2 % | 12,8 % | 12,6 % |
| France entière | 8,3 %  | 10 %   | 10 %   |

En 2018, la population âgée de 15 à 64 ans s'élève à 866 personnes, parmi lesquelles on compte 70,6 % d'actifs (58,7 % ayant un emploi et 12 % de chômeurs) et 29,4 % d'inactifs,. En  2018, le taux de chômage communal (au sens du recensement) des 15-64 ans est inférieur à celui du département, mais supérieur à celui de la France, alors qu'en 2008 il était inférieur à celui de la France.
La commune fait partie de la couronne de l'aire d'attraction de Narbonne, du fait qu'au moins 15 % des actifs travaillent dans le pôle,. Elle compte 240 emplois en 2018, contre 347 en 2013 et 337 en 2008. Le nombre d'actifs ayant un emploi résidant dans la commune est de 508, soit un indicateur de concentration d'emploi de 47,3 % et un taux d'activité parmi les 15 ans ou plus de 55,1 %.
Sur ces 508 actifs de 15 ans ou plus ayant un emploi, 155 travaillent dans la commune, soit 31 % des habitants. Pour se rendre au travail, 87,8 % des habitants utilisent un véhicule personnel ou de fonction à quatre roues, 1,2 % les transports en commun, 4,4 % s'y rendent en deux-roues, à vélo ou à pied et 6,7 % n'ont pas besoin de transport (travail au domicile).

### Activités hors agriculture

#### Secteurs d'activités
91 établissements sont implantés  à Portel-des-Corbières au 31 décembre 2019. Le tableau ci-dessous en détaille le nombre par secteur d'activité et compare les ratios avec ceux du département,.
| Secteur d'activité                                                                                        | Commune | Commune | Département |
| Secteur d'activité                                                                                        | Nombre  | %       | %           |
| --- | ------- | ------- | ----------- |
| Ensemble                                                                                                  | 91      | 100 %   | (100 %)     |
| Industrie manufacturière, industries extractives et autres                                                | 11      | 12,1 %  | (8,8 %)     |
| Construction                                                                                              | 17      | 18,7 %  | (14 %)      |
| Commerce de gros et de détail, transports, hébergement et restauration                                    | 26      | 28,6 %  | (32,3 %)    |
| Information et communication                                                                              | 2       | 2,2 %   | (1,6 %)     |
| Activités financières et d'assurance                                                                      | 3       | 3,3 %   | (2,7 %)     |
| Activités immobilières                                                                                    | 2       | 2,2 %   | (5,2 %)     |
| Activités spécialisées, scientifiques et techniques et activités de services administratifs et de soutien | 8       | 8,8 %   | (13,3 %)    |
| Administration publique, enseignement, santé humaine et action sociale                                    | 14      | 15,4 %  | (13,2 %)    |
| Autres activités de services                                                                              | 8       | 8,8 %   | (8,8 %)     |

Le secteur du commerce de gros et de détail, des transports, de l'hébergement et de la restauration est prépondérant sur la commune puisqu'il représente 28,6 % du nombre total d'établissements de la commune (26 sur les 91 entreprises implantées  à Portel-des-Corbières), contre 32,3 % au niveau départemental.

#### Entreprises
Les cinq entreprises ayant leur siège social sur le territoire communal qui génèrent le plus de chiffre d'affaires en 2020 sont : 
- Ag-Tp 11, travaux de terrassement courants et travaux préparatoires (748 k€)
- SARL Garcia Et Fils, travaux de terrassement courants et travaux préparatoires (229 k€)
- Isa'limentation, commerce d'alimentation générale (189 k€)
- Le Refuge, restauration traditionnelle (88 k€)
- Marepolis Conseil En Politiques De La Mer, activités spécialisées, scientifiques et techniques diverses (62 k€)

La commune a sur son territoire les appellations qualitatives suivantes : Vin de pays des Coteaux du Littoral Audois.

### Agriculture
La commune est dans la « Région viticole » de l'Aude, une petite région agricole occupant une grande partie centrale du département, également dénommée localement « Corbeilles Minervois et Carcasses-Limouxin ». En 2020, l'orientation technico-économique de l'agriculture  sur la commune est la viticulture.
|               | 1988  | 2000 | 2010 | 2020 |
| ------------- | ----- | ---- | ---- | ---- |
| Exploitations | 122   | 88   | 60   | 52   |
| SAU (ha)      | 1 112 | 1193 | 783  | 668  |

Le nombre d'exploitations agricoles en activité et ayant leur siège dans la commune est passé de 122 lors du recensement agricole de 1988  à 88 en 2000 puis à 60 en 2010 et enfin à 52 en 2020, soit une baisse de 57 % en 32 ans. Le même mouvement est observé à l'échelle du département qui a perdu pendant cette période 60 % de ses exploitations,. La surface agricole utilisée sur la commune a également diminué, passant de 1 112 ha en 1988 à 668 ha en 2020. Parallèlement la surface agricole utilisée moyenne par exploitation a augmenté, passant de 9 à 13 ha.

## Culture locale et patrimoine

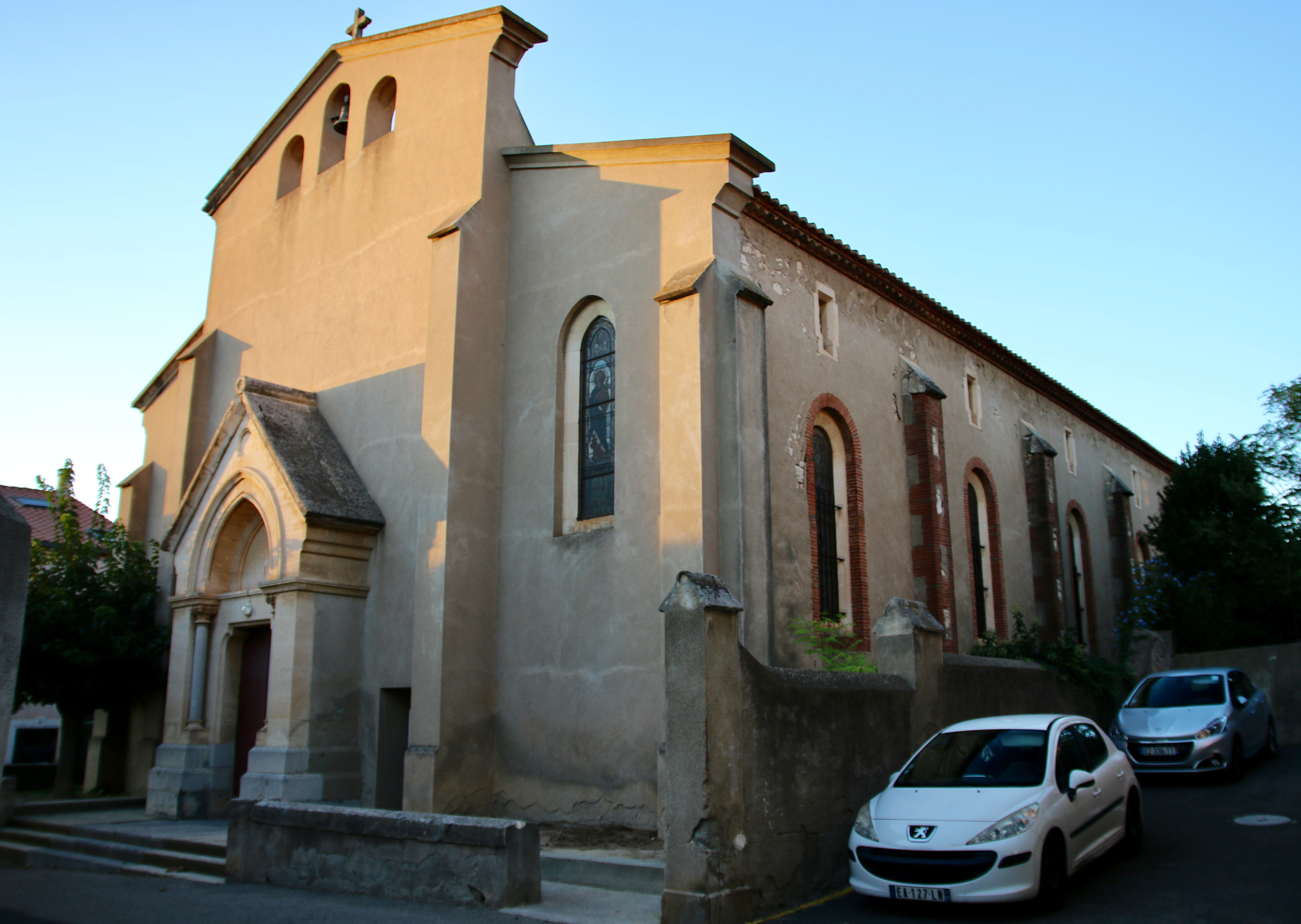
Église Notre-Dame-de-l'Assomption de Portel-des-Corbières

### Lieux et monuments
- Église Notre-Dame-des-Oubiels. Les vestiges d'une église de style gothique sont visibles sur le territoire de la localité : l'église Notre-Dame-des-Oubiels. Les vestiges ont été classés au titre des monuments historiques en 1973[45].
L'église, ses abords et le plan d'eau sont inscrits au titre des sites naturels depuis 1942[46].
- Église Notre-Dame-de-l'Assomption de Portel-des-Corbières.
- Terra Vinea vous permet de plonger 80 mètres sous terre et de découvrir tous les secrets du vin.
- Le château de Lastours.

### Personnalités liées à la commune
- Marie-Priscille de Catellan née le 21 mars 1662 à Narbonne, seigneuresse de Portel. La littérature l'attira dans la région toulousaine. Entre 1712 et 1715, les Jeux Floraux l'ont couronnée quatre fois et, récompense suprême, elle obtint, en 1717, l'amarante d'or, symbole de persévérance et d'immortalité et fut nommée, chose unique dans cet aréopage d'hommes, académicienne. C'est ainsi que trois siècles avant Marguerite Yourcenar, Portel offrait à la France sa première académicienne. Elle mourut à Lamasquère le 19 novembre 1745. Elle repose au cœur de l'église de Lamasquère. Sa tombe a été inscrite au patrimoine des monuments historiques le 8 mai 1924, ainsi qu'une cloche datant de 1588.
- Edmond Bartissol, né le 20 décembre 1841 sur la commune, le jeune Edmond est le fils d'un maçon.

Il fait ses études au lycée Arago de Perpignan dans le but de devenir ingénieur aux ponts et chaussées. Ayant réussi, il obtient en 1862 la direction du chantier de la ligne de chemin de fer allant de Perpignan à Port-Vendres. La livrant avec retard, il estime avoir failli à sa mission et démissionne. En avril 1866, il part pour Suez et devient chef de section sur la construction du canal. Il se crée ainsi un grand réseau de connaissances qui lui serviront toute sa vie durant. En 1871, il devient responsable de l'organisation du chemin de fer en Galice, puis en 1875, il part au Portugal en tant que représentant de la société Financière de Paris. Il entreprend alors de grands chantiers dans ce pays à construire, en particulier la ligne de chemin de fer de la Beira Alta, qui traverse le Portugal d'est en ouest (Figueira da Foz à Vilar Formoso), mais aussi de nombreuses autres réalisations parmi lesquelles des ponts et des tunnels utilisant des techniques novatrices pour l'époque. Ayant des attaches particulières avec le Portugal, il acheta un vignoble de 500 hectares et produisit un vin d'apéritif, qui existe toujours de nos jours (fait en partie par les caves Byrrh, à Thuir). Enrichi, il revient en Catalogne Nord et, en 1885, rachète les anciens bâtiments appartenant aux hospices situés à proximité de la cathédrale de Perpignan. Après les avoir démoli, il en construit de nouveaux, plus modernes. C'est que de nos jours, on appelle encore "La Cité Bartissol" (rue Bartissol, évidemment). Dans l'ancienne église Saint-Jean-le-Vieux (du XIIe siècle), il construit une centrale électrique, la première de Perpignan, et devient ainsi le seul fournisseur d'électricité de la ville. Il s'intéresse ensuite à la destruction des remparts de Perpignan, qu'il obtient en 1904 lors de leur déclassement officiel et après le vote du conseil municipal. Edmond Bartissol sera curieusement élu maire de Fleury-Mérogis en 1899, grâce à ses nombreuses connaissances nationales (députés entre autres), mais reste dans l'histoire une figure emblématique catalane ayant beaucoup fait pour le renouveau urbain de Perpignan.
- Auguste Giroux (1874-1953), docteur en médecine français, joueur de rugby, médaillé d’or aux Jeux olympiques de 1900 à Paris, est décédé à Porte.
- Dominique Webb.
- Ludovic Gardais sportif champion de France de karaté combat a séjourné dans sa jeunesse à Portel ses grands-parents paternels vivaient à Portel (dans la rue Principale).

### Héraldique
| Portel-des-Corbières | Son blasonnement est : De sinople, à une fasce fuselée d'or et de sinople. |